# Liste der Abgeordneten zum Krainer Landtag (III. Gesetzgebungsperiode)
Diese Liste der Abgeordneten zum Krainer Landtag (III. Gesetzgebungsperiode) listet alle Abgeordneten zum Krainer Landtag des Kronlandes Krain in der III. Gesetzgebungsperiode auf. Die Gesetzgebungsperiode reichte von 1867 bis 1870.

## Wahlen und Sessionen
Nachdem der Krainer Landtag der II. Gesetzgebungsperiode die verfassungsmäßige Rechtmäßigkeit der Aufgaben und Kompetenzen des Reichsrates in Zweifel gezogen hatte, wurde dieser mit dem Kaiserlichen Patent vom 1. März 1867 nach nur wenigen Sitzungen daufgelöst. Die Wahlen für den neuen Landtag fanden am 26. März 1867 (Kurie der Landgemeinden), 27. März 1867 (Kurie der Industrie- und Handelskammer bzw. der Städte und Märkte) sowie am 28. März 1867 (Kurie der Großgrundbesitzer) statt. Die Angelobung erfolgte in der ersten Sitzung am 6. April 1867. Mit dem 21. Mai 1870, wurde der Landtag durch ein weiteres Kaiserliches Patent aufgelöst.
In der Gesetzgebungsperiode gab es drei Sitzungsperioden (Sessionen):
- I. Session (6. April 1867)
- II. Session (22. August 1868 bis 3. Oktober 1868)
- III. Session (15. September bis 22. Oktober 1869)

## Landtagsabgeordnete
Der Landtag umfasste 37 Abgeordnete. Dem Landtag gehörten dabei 10 Vertreter des Großgrundbesitzes, 2 Vertreter der Handels- und Gewerbekammer Laibach, 8 Vertreter der Städte und 16 Vertreter der Landgemeinden. Hinzu kam die Virilstimme des Bischofs von Laibach. Die Wahlperiode reichte von 1870 bis 1871.
Die Tabelle enthält im Einzelnen folgende Informationen:
| Name:        | Name des Abgeordneten |
| Wahlklasse:  | Die dem Klassenwahlrecht entsprechende Wahlklasse bzw. Kurie: I. Wahlklasse = Virilstimme (Bischof von Laibach); II: Adelige des Großen Grundbesitzes; III: Handels- und Gewerbekammer; IV: Zensuswahlklasse unterteilt nach Städten/Orten bzw. Landgemeinden; |
| Region:      | Die im Wahlbezirk enthaltenen Städte bzw. Gerichtsbezirke (Landgemeindewahlbezirke) |
| Anmerkungen: | Veränderungen während der Periode durch Tod, Mandatsverzicht oder spätere Angelobung |

| Name                            | Wahlklasse                 | Region                        | Anmerkung |
| ------------------------------- | -------------------------- | ----------------------------- | --- |
| Apfaltrern Otto von             | Großgrundbesitz            |                               | |
| Auersperg Alexander von         | Großgrundbesitz            |                               | am 20. Oktober 1869 als Nachfolger von Karl Coronini-Cronberg angelobt                                                           |
| Barbo-Waxenstein Josef Emanuel  | Landgemeinden              | Treffen, Sittich etc.         | |
| Bleiweis Janez                  | Landgemeinden              | Laibach Umgebung              | |
| Coronini-Cronberg Karl          | Großgrundbesitz            |                               | Mandatsverzicht am 8. August 1868                                                                                                |
| Costa Ethbin Heinrich           | Landgemeinden              | Adelsberg, Planina etc.       | |
| Deschmann Karl                  | Großgrundbesitz            |                               | |
| Gariboldi Anton                 | Städte und Märkte          | Idra                          | Mandatsverzicht am 13. Oktober 1868                                                                                              |
| Grabrijan Jurij                 | Landgemeinden              | Wippach und Idria             | |
| Jugovic Ladoslav                | Städte und Märkte          | Lak und Krainburg             | |
| Kaltenegger Friedrich           | Städte und Märkte          | Laibach                       | |
| Klun Vinzenz                    | Handels- und Gewerbekammer |                               | |
| Koren Matija                    | Landgemeinden              | Adelsberg, Planina etc.       | |
| Kos Anton                       | Landgemeinden              | Krainburg                     | starb am 10. Dezember 1868 |
| Kotnik Franc                    | Landgemeinden              | Laibach Umgebung              | gewählt am 31. Juli 1869 als Nachfolger von Fidelis Terpinc                                                                      |
| Kozler Peter                    | Landgemeinden              | Gottschee                     | |
| Kozler Janez                    | Städte und Märkte          | Ljubljana                     | |
| Kramarić Martin                 | Landgemeinden              | Cerembl, Möttling             | |
| Kromer Franz                    | Großgrundbesitz            |                               | |
| Langer von Podgoro Franz Viktor | Großgrundbesitz            |                               | |
| Lipold Markus                   | Städte und Märkte          | Idra                          | gewählt am 6. März 1869 als Nachfolger von Anton Gariboldi, zurückgetreten am 1. Dezember 1869, wiedergewählt am 22. Jänner 1870 |
| Margheri-Comandona Albin von    | Großgrundbesitz            |                               | |
| Mulej Alojz                     | Städte und Märkte          | Adelsberg etc.                | gewählt am 9. September 1867 als Nachfolger von Karel Obreza Mandat aufgehoben am 5. September 1868                              |
| Obreza Karel                    | Städte und Märkte          | Adelsberg etc.                | Mandat am 6. April 1867 aufgehoben                                                                                               |
| Pintar Lorenz                   | Landgemeinden              | Radmannsdorf, Kronau          | |
| Prevc Valentin                  | Städte und Märkte          | Neumarkt, Stein, Radmannsdorf | |
| Rastern Nikomed von             | Großgrundbesitz            |                               | |
| Ravnihar Ludvik                 | Städte und Märkte          | Rudolfswerth                  | am 23. September 1868 als Nachfolger von Josef Suppan gewählt                                                                    |
| Razlag Radoslav                 | Landgemeinden              | Krainburg                     | am 19. April 1869 gewählt als Nachfolger von Anton Kos                                                                           |
| Rudesch Franz                   | Großgrundbesitz            |                               | |
| Savinscheg Josef                | Großgrundbesitz            |                               | |
| Suppan Josef                    | Städte und Märkte          | Rudolfswerth                  | Mandat am 23. September 1868 aufgehoben                                                                                          |
| Svetec Luka                     | Landgemeinden              | Gottschee, Reifnitz etc.      | |
| Tavčar Michael                  | Landgemeinden              | Treffen, Sittich etc.         | |
| Terpinc Fidelis                 | Landgemeinden              | Laibach Umgebung              | Mandatsverzicht am 28. Mai 1869                                                                                                  |
| Thurn-Valsassina Hyazinth von   | Großgrundbesitz            |                               | |
| Toman Janez                     | Landgemeinden              | Stein und Egg                 | |
| Toman Lovro                     | Handels- und Gewerbekammer |                               | |
| Treo Santo                      | Landgemeinden              | Treffen, Sittich etc.         | starb am 14. März 1869 |
| Widmer Bartholomäus             | Virilstimme                |                               | |
| Wurzbach-Tannenberg Karl        | Städte und Märkte          | Laibach                       | |
| Zagorec Jože                    | Landgemeinden              | Rudolfswerth, Landstraß etc.  | |
| Zarnik Valentin                 | Landgemeinden              | Treffen, Sittich etc.         | am 24. Mai 1869 gewählt |
| Zois-Edelstein Anton            | Landgemeinden              | Krainburg                     | |